# سانتايوردي دي تورانزو
بلدية سانتايوردي دي تورانزو (بالإسبانية: Santiurde de Toranzo)‏، هي إحدى بلديات منطقة كانتابريا, المصنفة على أنها مقاطعة أيضاً، في شمال إسبانيا.
يبلغ عدد سكانها 1.546 نسمة وفقاً لإحصائية سنة (2002).